# Pierre-Servais Durand
Pierre-Servais Durand, francoski general, * 31. avgust 1883, † 10. junij 1956.